# Albert de Lapparent
Albert Auguste Cochon de Lapparent (30 de diciembre de 1839 - París, 4 de mayo de 1908) fue un geólogo francés.
En 1883 acuñó el nombre Luteciense (Lutétien, en francés) para una de las edades del Eoceno. También acuñó el término monzonita para un tipo de roca ígnea.
La familia Cochon de Lapparent pertenecía a la nobleza francesa.
Uno de sus nietos fue el paleontólogo Albert-Félix de Lapparent.
Nació en Bourges. Después de estudiar en la École polytechnique, de 1858 a 1860, se convirtió en ingeniero de minas (ingénieur avec corps des mines) y tomó parte en la confección del mapa geológico de Francia. En 1875 fue nombrado profesor de geología y mineralogía en el Instituto Católico de París. En 1880 fue presidente de la Société géolologique de France. En 1881-1883 publicó su Traité de géologie, acerca de la estratigrafía.

## Obras
Entre otras obras se encuentran: Cours de minéralogie (1884), La formation des combustibles minéraux (1886), Le niveau de la mer et ses variations (1886), Las tremblements de terre (1887), La géologie en chemin de fer (1888), Précis de minéralogie (1889), Le siècle du fer (1890), Las anciens glaciers (1893), Leçons de géographie physique (1896), Notion générales sur l'ecorce terrestre (1897), Le globe terrestre (1899), y Science et apologétique (1905).